# Thomas Schinko
Thomas Schinko (* 8. Mai 1969 in Landshut) ist ein ehemaliger deutscher Eishockeyspieler, der in seiner aktiven Zeit von 1987 bis 2007 unter anderem für die Berlin Capitals, Eisbären Berlin, Düsseldorfer EG, Kölner Haie, Nürnberg Ice Tigers und den ERC Ingolstadt in der Deutschen Eishockey Liga gespielt hat. Sein Sohn Luis Schinko ist ebenfalls professioneller Eishockeyspieler.

## Karriere
Thomas Schinko begann seine Karriere als Eishockeyspieler in seiner Heimatstadt in der Jugend des EV Landshut, für dessen Profimannschaft er von 1987 bis 1991 in der Bundesliga aktiv war. Anschließend wechselte der Angreifer zu deren Ligarivalen, den Berlin Capitals, für die er die folgenden acht Jahre – ab 1994 in der neu gegründeten DEL – auf dem Eis stand. Nach zwei Spielzeiten bei den Eisbären Berlin wechselte der Linksschütze 2000 zum Aufsteiger Düsseldorfer EG, den er nach nur einem Jahr wieder verließ, um für deren rheinischen Rivalen Kölner Haie zu spielen, mit dem er in der Saison 2001/02 Deutscher Meister wurde. Anschließend lief der Flügelspieler je ein Jahr lang für die Nürnberg Ice Tigers und den ERC Ingolstadt in der DEL auf, ehe er seine Laufbahn bei seinem Ex-Club aus Landshut beendete, für den er von 2004 bis 2007 in der 2. Bundesliga aktiv war.
In der Saison 2010/11 übernahm Schinko die Schülermannschaft des EV Landshut als Trainer. Ab 2012 gehörte er dem erweiterten Trainerstab der Nürnberg Ice Tigers an, arbeitete aber auch als Physiotherapeut für das Team. 2019 wurde er zum Co-Trainer befördert. Seit 2022 ist er erneut Physiotherapeut des Teams.

### International
Für Deutschland nahm Schinko an der Weltmeisterschaft 1994 teil, bei der er mit seiner Mannschaft den neunten Platz belegte.

## Erfolge und Auszeichnungen
- 2002 Deutscher Meister mit den Kölner Haien